# Vierde klasse 2008-09 (voetbal België)
Het seizoen 2008/09 van de Belgische Vierde Klasse ging van start in de zomer van 2008 en de normale competitie eindigde in de lente van 2009. Daarna worden nog de eindrondes voor promotie en degradatie gespeeld. Vierde Klasse of Bevordering telt vier afzonderlijke reeksen, met 16 clubs per reeks.

## Naamswijzigingen
- FC Verbroedering Meerhout fuseerde met KFC Verbroedering Geel en werd FC Verbroedering Geel-Meerhout.

## Gedegradeerde teams
Deze teams waren gedegradeerd uit de Derde Klasse voor de start van het seizoen:
- Torhout 1992 KM (rechtstreeks 3A)
- RACS Couillet (rechtstreeks 3A)
- R. Sprimont Comblain Sport (rechtstreeks 3B)
- K. Londerzeel SK (verlies in eindronde)
- RFC Union La Calamine (verlies in eindronde)

## Gepromoveerde teams
Deze teams waren gepromoveerd uit de provinciale reeksen voor de start van het seizoen. Uit elke provincie promoveert de kampioen. In de drie provincies met de meeste clubs, namelijk Antwerpen, Brabant en Oost-Vlaanderen, promoveerde de provinciale eindrondewinnaar rechtstreeks naar Vierde Klasse. De eindrondewinnaars uit de andere provincies moesten nog naar een interprovinciale eindronde om kans te maken op promotie.
In het tussenseizoen ging KFC Verbroedering Geel, dat in Derde Klasse had moeten aantreden, in vereffening en werd geschrapt. Daardoor steeg RFC Union La Calamine naar Derde Klasse, en kwam een extra plaatsje vrij in Vierde Klasse. Dat werd ingenomen door RFC Bioul 81. De Belgische Voetbalbond deelde RFC Bioul 81 in in Vierde Klasse D, waardoor FC Seraing in extremis naar Vierde Klasse C werd verschoven. FC Seraing zou zo als Waalse club niet meer tegen streekgenoten spelen, maar tegen een aantal Vlaamse clubs. De club ging hiermee niet akkoord, gaf forfait voor een aantal van zijn eerste wedstrijden, en trok met de zaak naar de rechtbank.

### Antwerpen
- KFC Duffel (kampioen)
- KFC Olympia Wilrijk (winnaar provinciale eindronde)

### Brabant
- Racing Jet Wavre (kampioen)
- Dilbeek Sport (winnaar provinciale eindronde)

### Limburg
- KVV Verbroedering Maasmechelen (kampioen)
- KFC Esperanza Neerpelt (winnaar interprovinciale eindronde)

### Oost-Vlaanderen
- KFC Sparta Petegem (kampioen)
- SK Berlare (winnaar provinciale eindronde)

### West-Vlaanderen
- KVV Coxyde (kampioen)

### Henegouwen
- RJS Heppignies-Lambusart-Fleurus (kampioen)
- RUS Beloeil (winnaar interprovinciale eindronde)

### Luik
- FC Seraing (kampioen)

### Luxemburg
- FC Le Lorrain Arlon (kampioen)
- ES Vaux

### Namen
- RUS Andenne-Seilles (kampioen)
- RFC Bioul 81 (verliezend finalist interprovinciale eindronde, maar extra promotieplaats)

## Promoverende teams
Deze teams promoveerden naar Derde Klasse op het eind van het seizoen:
- KVV Coxyde (kampioen 4A)
- KSV Temse (kampioen 4B)
- KSK Heist (kampioen 4C)
- FC Bleid (kampioen 4D)
- KVK Ieper (winst eindronde)
- Torhout 1992 KM (winst eindronde)
- KSK Hasselt (winst eindronde)
- KSK Lombeek-Ternat (winst eindronde)

## Degraderende teams
Deze teams degradeerden naar de provinciale reeksen op het eind van het seizoen:
- RES Couvin-Mariembourg (rechtstreeks 4A)
- K. White Star Lauwe (rechtstreeks 4A)
- VG Oostende (rechtstreeks 4A)
- Eendracht Opstal (rechtstreeks 4B)
- K. Tubantia Borgerhout VK  (rechtstreeks 4B)
- KFC Schoten SK (rechtstreeks 4B)
- KVV Verbroedering Maasmechelen (rechtstreeks 4C)
- KVV Thes Sport Tessenderlo (rechtstreeks 4C)
- FC Seraing (rechtstreeks 4C)
- ES Vaux (rechtstreeks 4D)
- RUS Andenne-Seilles (rechtstreeks 4D)
- RFC Bioul 81 (rechtstreeks 4D)

## Eindstand
| Legende                               |
| ------------------------------------- |
| Kampioen + promotie naar Derde Klasse |
| Eindronde voor promotie               |
| Interprovinciale eindronde            |
| Degradatie naar Eerste Provinciale    |

### Vierde Klasse A
|   |    |                                  | P  | W  | G  | V  | +  | -  | DS  | Ptn |
| - | -- | -------------------------------- | -- | -- | -- | -- | -- | -- | --- | --- |
| K | 1  | KVV Coxyde                       | 30 | 17 | 10 | 3  | 45 | 17 | 28  | 61  |
| E | 2  | KVC Sint-Eloois-Winkel Sport     | 30 | 16 | 10 | 4  | 56 | 15 | 41  | 58  |
|   | 3  | RJS Taminoise                    | 30 | 15 | 9  | 6  | 47 | 28 | 19  | 54  |
|   | 4  | KFC Izegem                       | 30 | 14 | 9  | 7  | 53 | 36 | 17  | 51  |
| E | 5  | KVK Ieper                        | 30 | 15 | 5  | 10 | 59 | 40 | 19  | 50  |
|   | 5  | KFC Sparta Petegem               | 30 | 15 | 5  | 10 | 51 | 47 | 4   | 50  |
|   | 7  | KSV Diksmuide                    | 30 | 14 | 8  | 8  | 58 | 39 | 19  | 50  |
|   | 8  | RJS Heppignies-Lambusart-Fleurus | 30 | 14 | 5  | 11 | 64 | 41 | 23  | 47  |
| E | 9  | Torhout 1992 KM                  | 30 | 13 | 5  | 12 | 48 | 46 | 2   | 44  |
|   | 10 | RSC Pâturageois                  | 30 | 11 | 8  | 11 | 40 | 38 | 2   | 41  |
|   | 11 | K. Olsa Brakel                   | 30 | 10 | 8  | 12 | 46 | 59 | -13 | 38  |
|   | 12 | RUS Beloeil                      | 30 | 10 | 4  | 16 | 41 | 57 | -16 | 34  |
| E | 13 | RACS Couillet                    | 30 | 9  | 5  | 16 | 31 | 47 | -16 | 32  |
| D | 14 | RES Couvin-Mariembourg           | 30 | 7  | 10 | 13 | 34 | 44 | -10 | 31  |
| D | 15 | K. White Star Lauwe              | 30 | 4  | 3  | 23 | 22 | 87 | -65 | 15  |
| D | 16 | VG Oostende                      | 30 | 2  | 4  | 24 | 28 | 82 | -54 | 10  |

### Vierde Klasse B
|   |    |                           | P  | W  | G  | V  | +  | -  | DS  | Ptn |
| - | -- | ------------------------- | -- | -- | -- | -- | -- | -- | --- | --- |
| K | 1  | KSV Temse                 | 30 | 17 | 8  | 5  | 63 | 37 | 26  | 59  |
| E | 2  | KSV Bornem                | 30 | 16 | 8  | 6  | 49 | 25 | 24  | 56  |
| E | 3  | Dilbeek Sport             | 30 | 16 | 7  | 7  | 56 | 31 | 25  | 55  |
| E | 4  | KSK Lombeek-Ternat        | 30 | 15 | 7  | 8  | 69 | 47 | 22  | 52  |
|   | 5  | Verbroedering Meldert     | 30 | 13 | 12 | 5  | 56 | 37 | 19  | 51  |
|   | 6  | KFC Duffel                | 30 | 14 | 7  | 9  | 48 | 38 | 10  | 49  |
|   | 7  | KSK Sint-Paulus Opwijk    | 30 | 13 | 10 | 7  | 42 | 31 | 11  | 49  |
|   | 8  | K. Berchem Sport          | 30 | 10 | 14 | 6  | 43 | 37 | 6   | 44  |
|   | 9  | KSC Grimbergen            | 30 | 10 | 12 | 8  | 57 | 44 | 13  | 42  |
|   | 10 | SK Berlare                | 30 | 11 | 7  | 12 | 48 | 38 | 10  | 40  |
|   | 11 | KFC Olympia Wilrijk       | 30 | 11 | 6  | 13 | 54 | 57 | -3  | 39  |
|   | 12 | KFC Eendracht Zele        | 30 | 10 | 3  | 17 | 42 | 60 | -18 | 33  |
| E | 13 | K. Londerzeel SK          | 30 | 7  | 11 | 12 | 41 | 44 | -3  | 32  |
| D | 14 | K. Eendracht Opstal       | 30 | 4  | 11 | 15 | 29 | 65 | -36 | 23  |
| D | 15 | K. Tubantia Borgerhout VK | 30 | 5  | 5  | 20 | 24 | 65 | -41 | 20  |
| D | 16 | KFC Schoten SK            | 30 | 2  | 4  | 24 | 18 | 83 | -65 | 10  |

### Vierde Klasse C
|   |    |                                | P  | W  | G  | V  | +  | -  | DS  | Ptn |
| - | -- | ------------------------------ | -- | -- | -- | -- | -- | -- | --- | --- |
| K | 1  | KSK Heist                      | 29 | 19 | 5  | 5  | 64 | 29 | 35  | 62  |
| E | 2  | KSK Hasselt                    | 29 | 18 | 2  | 9  | 60 | 36 | 24  | 56  |
|   | 3  | K. Lyra TSV                    | 29 | 15 | 4  | 10 | 54 | 39 | 15  | 49  |
|   | 4  | KFC Sint-Lenaarts              | 29 | 14 | 7  | 8  | 56 | 44 | 12  | 49  |
|   | 5  | FC Verbroedering Geel-Meerhout | 29 | 13 | 7  | 9  | 45 | 37 | 8   | 48  |
| E | 6  | Spouwen-Mopertingen            | 29 | 13 | 7  | 9  | 50 | 34 | 16  | 46  |
|   | 7  | K. Olympia SC Wijgmaal         | 29 | 13 | 5  | 11 | 37 | 32 | 5   | 44  |
| E | 8  | KESK Leopoldsburg              | 29 | 12 | 8  | 9  | 42 | 40 | 2   | 44  |
|   | 9  | K. Patro Eisden Maasmechelen   | 29 | 12 | 5  | 12 | 41 | 38 | 3   | 41  |
|   | 10 | K. Witgoor Sport Dessel        | 29 | 11 | 6  | 12 | 42 | 45 | -3  | 39  |
|   | 11 | KVV Heusden-Zolder             | 29 | 11 | 5  | 13 | 38 | 40 | -2  | 38  |
|   | 12 | KFC Lille                      | 29 | 10 | 11 | 8  | 42 | 46 | -4  | 38  |
| E | 13 | K. Esperanza Neerpelt          | 29 | 8  | 16 | 5  | 37 | 53 | -16 | 29  |
| D | 14 | KVV Verbroedering Maasmechelen | 29 | 7  | 18 | 4  | 31 | 49 | -18 | 25  |
| D | 15 | KVV Thes Sport Tessenderlo     | 29 | 6  | 18 | 5  | 27 | 57 | -30 | 23  |
| D | 16 | FC Seraing                     | 15 | 0  | 14 | 1  | 11 | 58 | -47 | 1   |

Noot: Na de perikelen in het begin van het seizoen speelde FC Seraing uiteindelijk toch een aantal wedstrijden. Tegen de winter had de ploeg 1 punt gehaald. Er waren plannen voor een fusie met derdeklasser RFC Sérésien, en FC Seraing gaf uiteindelijk verstek voor de terugronde van de competitie.

### Vierde Klasse D
|   |    |                                      | P  | W  | G  | V  | +  | -  | DS  | Ptn |
| - | -- | ------------------------------------ | -- | -- | -- | -- | -- | -- | --- | --- |
| K | 1  | FC Bleid                             | 30 | 18 | 8  | 4  | 65 | 31 | 34  | 62  |
| E | 2  | R. Sprimont Comblain Sport           | 30 | 18 | 7  | 5  | 61 | 33 | 28  | 61  |
| E | 3  | RFC Huy                              | 30 | 16 | 10 | 4  | 60 | 30 | 30  | 58  |
| E | 4  | R. Entente Bertrigeoise              | 30 | 16 | 7  | 7  | 56 | 28 | 28  | 55  |
|   | 5  | RFC Turkania Faymonville             | 30 | 14 | 7  | 9  | 71 | 43 | 28  | 49  |
|   | 6  | FC Le Lorrain Arlon                  | 30 | 11 | 12 | 7  | 35 | 33 | 2   | 45  |
|   | 7  | R. Wallonia Walhain Chaumont-Gistoux | 30 | 12 | 8  | 10 | 55 | 42 | 13  | 44  |
|   | 8  | RFC Hannutois                        | 30 | 12 | 5  | 13 | 42 | 50 | -8  | 41  |
|   | 9  | R. Spa FC                            | 30 | 11 | 4  | 15 | 47 | 53 | -6  | 37  |
|   | 10 | Racing Jet Wavre                     | 30 | 10 | 7  | 13 | 55 | 52 | 3   | 37  |
|   | 11 | R. Jeunesse Aischoise                | 30 | 11 | 3  | 16 | 50 | 63 | -13 | 36  |
|   | 12 | RFC Malmundaria 1904                 | 30 | 10 | 6  | 14 | 44 | 52 | -8  | 36  |
| E | 13 | RUW Ciney                            | 30 | 7  | 10 | 13 | 48 | 62 | -14 | 31  |
| D | 14 | RUS Andenne-Seilles                  | 30 | 5  | 12 | 13 | 40 | 63 | -23 | 27  |
| D | 15 | ES Vaux                              | 30 | 6  | 7  | 17 | 44 | 80 | -36 | 25  |
| D | 16 | RFC Bioul 81                         | 30 | 5  | 3  | 22 | 36 | 94 | -58 | 18  |

## Periodekampioenen

### Vierde Klasse A
- Eerste periode: KVK Ieper, 23 punten
- Tweede periode: Torhout 1992 KM, 23 punten
- Derde periode: KVV Coxyde, 26 punten

### Vierde Klasse B
- Eerste periode: Dilbeek Sport, 22 punten
- Tweede periode: KSK Lombeek-Ternat, 25 punten
- Derde periode: KSV Temse, 22 punten

### Vierde Klasse C
- Eerste periode: KSK Heist, 26 punten
- Tweede periode: KESK Leopoldsburg, 26 punten
- Derde periode: Spouwen-Mopertingen, 21 punten

### Vierde Klasse D
- Eerste periode: RFC Huy, 23 punten
- Tweede periode: R. Sprimont Comblain Sport, 25 punten
- Derde periode: FC Bleid, 24 punten

## Kampioen
In Vierde Klasse A streden KVV Coxyde, JS Taminoise en KVC Sint-Eloois-Winkel Sport voor de titel. Na een overwinning van Coxyde op Tamines op de voorlaatste speeldag, maakten op de slotspeeldag enkel nog Coxyde en Winkel Sport een aansprak op reekswinst. Beide ploegen speelden op de laatste speeldag gelijk, en KVV Coxyde pakte zo de eerste plaats.
In Vierde Klasse B maakte de laatste speeldag nog KSV Temse en KSV Bornem aanspraak op de titel. Beide ploegen speelden gelijk, en Temse werd reekswinnaar.
In Vierde Klasse C bezette KSK Heist de eerste plaats, en verzekerde zich drie speeldagen voor het einde al als eerste vierdeklasser van reekswinst.
In Vierde Klasse D verzekerde FC Bleid zich ondanks een gelijkspel de laatste speeldag van de titel.

## Eindronde

### Promotie-eindronde

#### Ronde 1
In de eerste ronde van de eindronde traden twaalf vierdeklassers aan, die aan elkaar gepaard werden. De zes winnaars van elkduel gaan door naar de volgende ronde.
| Datum      | Uur   | Wedstrijd                                      | Uitslag |
| ---------- | ----- | ---------------------------------------------- | ------- |
| 09/05/2009 | 18:00 | Entente Bertrigeoise - KSV Bornem              | 1-0     |
| 09/05/2009 | 19:30 | Spouwen-Mopertingen - Torhout 1992 KM          | 0-1     |
| 10/05/2009 | 16:00 | R. Sprimont Comblain Sport - KESK Leopoldsburg | 0-1     |
| 10/05/2009 | 16:00 | KSK Hasselt - KVC Sint-Eloois-Winkel Sport     | 3-0     |
| 10/05/2009 | 16:00 | KSK Lombeek-Ternat - Dilbeek Sport             | 1-0     |
| 10/05/2009 | 16:00 | KVK Ieper - RFC Huy                            | 3-0     |

#### Ronde 2
In de tweede ronde werden bij de zes winnaars van de eerste ronde RRC Péruwelz en RRC Hamoir gevoegd, de twee ploegen die in Derde Klasse op twee na laatste van hun reeks eindigden. De ploegen worden aan elkaar gepaard, de vier winnaars mogen naar Derde Klasse.
| Datum      | Uur   | Wedstrijd                              | Uitslag        |
| ---------- | ----- | -------------------------------------- | -------------- |
| 17/05/2009 | 16:00 | RRC Hamoir - KVK Ieper                 | 0-0 (pen. 2-4) |
| 17/05/2009 | 16:00 | KSK Hasselt - KESK Leopoldsburg        | 2-0            |
| 17/05/2009 | 16:00 | KSK Lombeek-Ternat - RRC Péruwelz      | 3-0            |
| 16/05/2009 | 20:30 | Entente Bertrigeoise - Torhout 1992 KM | 1-1 (pen. 4-5) |

#### Verliezers
In principe moeten de vier verliezers verliezers het volgend seizoen naar Vierde Klasse zakken, of daar blijven. Maar ook deze verliezers spelen nog verder, zodat voor die vier clubs een volgorde bekomen wordt. Wanneer in het tussenseizoen vervolgens zou blijken dat in de hogere reeksen omwille van schrapping of fusies extra plaatsen zouden vrijkomen, dan kunnen een of meer van deze clubs alsnog promoveren.

##### Ronde 1
| Datum      | Uur   | Wedstrijd                         | Uitslag |
| ---------- | ----- | --------------------------------- | ------- |
| 23/05/2009 | 20:00 | Entente Bertrigeoise - RRC Hamoir | 1-0     |
| 24/05/2009 | 16:00 | RRC Péruwelz - KESK Leopoldsburg  | 1-0     |

##### Finale
| Datum      | Uur   | Wedstrijd                           | Uitslag        |
| ---------- | ----- | ----------------------------------- | -------------- |
| 30/05/2009 | 18:00 | RRC Péruwelz - Entente Bertrigeoise | 3-1            |
| 31/05/2009 | 16:00 | RRC Hamoir - KESK Leopoldsburg      | 1-1 (5-4 n.p.) |

### Degradatie-eindronde

#### Voorronde
De vier teams die 13de eindigden, namelijk RUW Ciney, KFC Esperanza Neerpelt, RACS Couillet en K. Londerzeel SK werden aan elkaar gepaard en spelen een voorronde. De twee winnaars blijven in Vierde Klasse, de twee verliezers moeten verder spelen voor behoud in de Interprovinciale Eindronde. Daar worden de twee ploegen samengevoegd met zes ploegen uit de provinciale reeksen.
| Datum      | Uur   | Wedstrijd                          | Uitslag |
| ---------- | ----- | ---------------------------------- | ------- |
| 09/05/2009 | 20:00 | RUW Ciney - KFC Esperanza Neerpelt | 3-1     |
| 10/05/2009 | 15:00 | RACS Couillet - K. Londerzeel SK   | 2-1     |

Ciney en Couillet blijven in Vierde Klasse; de verliezers moeten verder spelen in de eindronde.

#### Ronde 1
De twee verliezende vierdeklassers, KFC Esperanza Neerpelt en K. Londerzeel SK, spelen verder in een competitie met rechtstreekse uitschakeling in de Interprovinciale Eindronde. Hier worden die twee ploegen samengevoegd met ploegen uit de provinciale reeksen, namelijk SWI Harelbeke uit West-Vlaanderen, Pont-à-Celles-Buzet uit Henegouwen, K. Overpelt VV uit Limburg, ROC Meix-devant-Virton uit Luxemburg, RFC Meux uit Namen en R. Aywaille FC uit Luik.
| Datum      | Uur   | Wedstrijd                                   | Uitslag |
| ---------- | ----- | ------------------------------------------- | ------- |
| 21/05/2009 | 20:00 | SWI Harelbeke - K. Londerzeel SK            | 5-2     |
| 24/05/2009 | 16:00 | R. Aywaille FC - Pont-à-Celles-Buzet        | 2-1     |
| 24/05/2009 | 16:00 | RFC Meux - K. Overpelt VV                   | 2-4     |
| 27/05/2009 | 19:30 | Esperanza Neerpelt - ROC Meix-devant-Virton | 2-1     |

#### Ronde 2
Ook in de Interprovinciale Eindronde spelen de verliezers nog verder.
| Datum      | Uur   | Wedstrijd                                 | Uitslag       |
| ---------- | ----- | ----------------------------------------- | ------------- |
| 28/05/2009 | 20:00 | RFC Meux - Pont-à-Celles-Buzet            | 3-2           |
| 31/05/2009 | 16:00 | K. Londerzeel SK - ROC Meix-devant-Virton | 5-0 (forfait) |

#### Finale
| Datum      | Uur   | Wedstrijd                   | Uitslag |
| ---------- | ----- | --------------------------- | ------- |
| 06/06/2009 | 18:00 | K. Londerzeel SK - RFC Meux | 2-0     |